# Firenze sogna
Firenze sogna è una canzone scritta e interpretata dal compositore, pianista e cantante Cesare Cesarini nel 1939. Ben presto la canzone fu ripresa da grandi interpreti come Carlo Buti e Narciso Parigi. Claudio Villa che la rese popolare negli anni ’50.
Nel 1956 il brano aveva partecipato a Le canzoni della fortuna e, grazie ai voti degli ascoltatori, fu selezionata nelle 16 che arrivarono alla fase finale.

## Testo e significato
Il testo descrive un’immagine di Firenze notturna, la città, sotto il manto di stelle è avvolta in un silenzio quasi irreale. La città notturna è popolata di amanti e da un'atmosfera misteriosa e affascinante. C’è solo la madonna bruna che veglia dietro un balcone.
(dal testo di Cesare Cesarini)

## Incisioni
- 1939, Oscar Carboni e il Trio Lescano, PARLOPHON, 78 giri
- 1943, Carlo Buti, Vieni a Firenze/Firenze sogna,  COLUMBIA DQ 3046 78 giri[2].
- 1958, Claudio Villa, Serenata A Firenze / Firenze Sogna; Etichetta: Cetra – SP 162 ; 45 giri
- 1963, Aurelio Fierro Firenze Sogna, in Canzoni d'altri tempi,  Durium ep 3314; 45 giri
- 1977, Narciso Parigi, nell'album Firenze Sogna; Etichetta: Fonit Cetra – SFC 157; 33 giri
- 2022, La Nuova Pippolese, nell'album Canzoni per Grilli e Rificolone, La Scena Muta, CD